# Pascale Hugues
Pour les articles homonymes, voir Hugues.
Pascale Hugues, née en 1959 à Strasbourg, est une journaliste et écrivaine française qui vit à Berlin.

## Biographie
Pascale Hugues a été correspondante du quotidien Libération de 1986 à 1989 à Londres et de 1989 à 1995 à Bonn et à Berlin. Depuis 1995, elle fait des reportages sur l’Allemagne pour l'hebdomadaire Le Point. Par ailleurs, elle rédige tous les quinze jours la rubrique Mon Berlin pour le quotidien berlinois Tagesspiegel. À intervalles irréguliers, elle publie également dans l'hebdomadaire Der Spiegel,.
Elle a réalisé des films pour la chaîne de télévision franco-allemande Arte. Elle a reçu le prix franco-allemand du journalisme dans les catégories télévision et presse pour le film L'est c'est fini sur les jeunes Est-allemands et pour le texte In den Vorgärten blüht Voltaire de sa chronique Mon Berlin.
En 1998, son premier livre Le bonheur allemand paraît en France avec des reportages sur l’Allemagne.
En 2008, elle publie l'histoire de ses grands-mères, Marthe et Mathilde. L’histoire vraie d'une incroyable amitié, « deux Alsaciennes, l’une française et l’autre allemande qui n’en ont pas moins vécu côte-à-côte à Colmar pendant presque tout le XXe siècle ».
En 2014, son livre La Robe de Hannah, Berlin 1904-2014 est publié en France. Elle y raconte l'histoire d'une rue de Berlin, la Schwäbische Strasse, depuis sa création en 1904. Elle relate ainsi tous les changements que Berlin a connus au cours du siècle dernier. Elle a reçu le prix du livre européen et le prix Simone-Veil pour ce livre,. La traduction allemande a été publiée en 2015 sous le titre Ruhige Straße in guter Wohnlage.
Pascale Hugues vit à Berlin. Elle est mariée avec le cinéaste allemand Thomas Kufus et a deux enfants.

## Œuvres
- Le Bonheur allemand, Paris, Éditions du Seuil, 1998, 251 p.  (ISBN 2-02-034046-1)[3]
- Marthe et Mathilde : L’Histoire vraie d'une incroyable amitié, 1902-2001, Paris, Les Arènes, 2009, 209 p.  (ISBN 978-2-35204-090-3)[4]
- La Robe de Hannah : Berlin 1904-2014, Paris, Les Arènes, 2014, 327 p.  (ISBN 978-2-35204-325-6)
- Was ist das? Chroniques d'une Française à Berlin, Paris, Les Arènes, 2017  (ISBN 978-2-35204-650-9)[9]
- L’École de filles, Paris, Les Arènes, 2021  (ISBN 9791037500700)[10].

## Distinctions
- 2002 : Prix franco-allemand du journalisme (Prix spécial de l'Office franco-allemand pour la jeunesse) : Pascale Hugues et Michael Hammon pour le reportage Gehen oder bleiben ? Les jeunes en Allemagne de l'Est, Arte[1]
- 2005 : Prix franco-allemand du journalisme  (catégorie Presse) pour sa chronique Mon Berlin, Tagesspiegel[1]
- 2006 : Chevalier de l'Ordre national du Mérite pour ses services aux relations franco-allemandes[8]
- 2014 : Prix du livre européen (catégorie roman) pour son livre La robe de Hannah. Berlin 1904-2014[5],[11],[12]
- 2014 : Prix Simone-Veil pour son livre La robe de Hannah. Berlin 1904-2014[6].